# Warszawa (szczyt)
Warszawa (norw. Warszawaryggen) – góra na południowym Spitsbergenie, na zachodnim skraju Gór Piłsudskiego, o wysokości 835 m n.p.m. Nazwę nadała polska ekspedycja naukowa w 1934 roku.